# Christophe Le Roux
Pour les articles homonymes, voir Le Roux.
Christophe Le Roux, né le 7 mars 1969 à Lorient dans le Morbihan, est un footballeur français des années 1990 et 2000, évoluant durant sa carrière au poste de milieu de terrain.
Il est à noter que Christophe Le Roux a joué toute sa carrière dans des clubs bretons.

## Clubs successifs
- 1987-1990 :  FC Lorient
- 1990-1994 :  EA Guingamp
- 1994-1996 :  FC Lorient
- 1996-janvier. 1999 :  FC Nantes
- jan. 1999-2002 :  Stade Rennais
- 2002-2005 :  EA Guingamp
- 2005-2007 :  Vannes OC[1]

## Statistiques
- 1er match en D1 : FC Nantes - AS Monaco (1-3), le 9 août 1996
- 1 participation à la Coupe UEFA
- Équipe de Bretagne : 1 sélection (Bretagne-Cameroun, 21 mai 1998 à Rennes)